# Grafton (New Hampshire)
Grafton è un comune degli Stati Uniti d'America facente parte della contea omonima nello stato del New Hampshire.